# Pro Libertate
Pro Libertate ist eine schweizerische antikommunistische, rechtsbürgerliche Vereinigung.
Pro Libertate wurde 1956 als Reaktion auf die Niederschlagung des ungarischen Volksaufstands gegründet. Die Vereinigung veröffentlichte Zeitungsartikel sowie eine Schriftenreihe und veranstaltete Wanderausstellungen, um auf die Gefahr des Kommunismus aufmerksam zu machen. Langjähriger Präsident war Max Mössinger; aktuell wird der Vorstand von Thomas Fuchs geleitet. Durch die Entspannungspolitik im Ost-West-Konflikt verlor Pro Libertate Zuspruch und wandte sich besonders dem Thema Schweizer Armee zu. Sie bekämpfte 1989 die erste Armeeabschaffungsinitiative der Gruppe für eine Schweiz ohne Armee. Im Zusammenhang mit der kritischen Aufarbeitung der Rolle der Schweiz im Zweiten Weltkrieg im Bergier-Bericht unterstützte Pro Libertate die traditionelle Sichtweise grosser Teile der «Aktivdienstgeneration».